# Depression Cherry
Depression Cherry – piąty album studyjny amerykańskiego duetu dream pop, Beach House, wydany 28 sierpnia 2015 roku, nakładem Sub Pop. Album został w całości zaaranżowany przez duet, a także przy produkcji albumu współpracował z nimi Chris Coady.
Reagując na ich niezadowolenie z używania perkusji podczas występów na żywo do zagrania piosenek z ich poprzedniego albumu, Bloom, Beach House postanowił wrócić do dawnego stylu aranżowania dla Depression Cherry, polegającym na mniejszym użyciu perkusji podczas występów na żywo, podobnie jak style muzyczne ich dwóch pierwszych albumów studyjnych, Beach House oraz Devotion. Duet zaczął myśleć nad nowymi pomysłami muzycznymi w 2012 roku i zaczął pisać piosenki między 2013 a 2014 rokiem. Cały album był nagrywany w Studio in the Country, w Bogalusa, które leży w Luizjanie, między listopadem 2014 roku, a styczniem 2015 roku.
Aby promować album, singiel "Sparks" został wydany jako główny singiel, 1 lipca 2015 roku, z singlami "PPP" i "Beyond Love", które zostały wydane jako drugi i trzeci singiel z albumu, 6 sierpnia 2015 roku. Był dodatkowo wspierany trasą koncertową, trwającą od sierpnia do grudnia 2015 roku. Po wydaniu, album uzyskał pozytywne opinie wśród krytyków, którzy porównywali ten album do dwóch pierwszych albumów studyjnych zespołu. Zadebiutował na ósmym miejscu na liście Billboard 200, z 27 tysiącami sprzedanych egzemplarzy albumu. Po niecałych dwóch miesiącach, duet wydał szósty album studyjny, Thank Your Lucky Stars.

## Tło, promocja i wydanie.
15 maja 2012 roku, Beach House wydał ich czwarty album studyjny, Bloom, który był wspierany singlem "Myth". Album dostał wiele pozytywnych opinii wśród krytyków, dodatkowo został uznany jako najlepszy album z 2012 roku i odniósł sukces komercyjny, debiutując na siódmym miejscu listy Billboard 200, z 41 tysiącamy sprzedanych egzemplarzy albumu. Po wydaniu albumu i ukończeniu trasy koncertowej wspierającej Bloom, zespół zrobił pół-roczną przerwę. Wokalistka zespołu, Victoria Legrand, powiedziała: "Nie czułam się kreatywna... pomyślałam, że może już nigdy nie będe miała innego pomysłu muzycznego".
Dodała również: "Osobiście poczułam, że potrzebuję kilku miesięcy nic nie robienia, nie miałam myśli". Alex Scally zgodził się z nią, mówiąc: "Było to przezroczyste uczucie, [piosenki] nie czuły się dopracowane". 26 maja 2015 roku, zespół ogłosił piąty album studyjny, Depression Cherry, dodatkowo ujawniając okładkę, liste utworów na albumie oraz daty trasy koncertowej promującej album. Kopie płyt winylowych i CD zawierają okładkę pokrytą czerwonym aksamitem. Limitowana edycja albumu, "Loser Edition", został wydany na płycie winylowej. 1 lipca 2015 roku, wydali główny singiel z albumu "Sparks" z wizualizacją do piosenki. W ten sam dzień, zespół zaprezentował piosenkę w SiriusXMU. 6 sierpnia tego samego roku, single "PPP" i "Beyond Love" zostały wydane jako drugi i trzeci singiel z albumu. 19 sierpnia, 9 dni przed wydaniem albumu, NPR Music udostępnił album online.
Końcowo, Depression Cherry został wydany 28 sierpnia 2015 roku, nakładem Sub Pop.

## Odbiór

### Krytyczny
Depression Cherry zdobył ogólnie pozytywne opinie wśród krytyków. Na Metacritic jest przypisana ocena 76/100, na podstawie 34 recenzji krytyków.

### Komercyjny
Album zadebiutował na ósmym miejscu listy Billboard 200, z 27 tysiącami sprzedanych egzemplarzy albumu w pierwszy tydzień od jego wydania.

## Lista utworów
1. Levitation
2. Sparks
3. Space Song
4. Beyond Love
5. 10:37
6. PPP
7. Wildflower
8. Bluebird
9. Days of Candy

## Personel
Zaadaptowane z notatki dołączonej do wersji CD albumu.
Beach House
- Alex Scally
- Victoria Legrand

### Produkcja
- Beach House – produkcja, miksowanie
- Chris Coady – produkcja, miksowanie wszystkich utworów, oprócz "Beyond Love"
- David Tolomei – inżynierowanie
- Jay Wesley – asystent inżynierowania
- Shane Wesley – "wszystko wokół kolesia"
- Morgan Stratton – asystent inżynierowania
- Manuel Calderon – miksowanie utworu "Beyond Love"
- Greg Calbi – mastering

### Grafika
- Brian Roettinger – design
- Beach House – fotografia